# Maurizio Scattorin
Maurizio Scattorin (Trieste, 1º novembre 1939) è un doppiatore e attore italiano.

## Biografia
Attivo negli studi di doppiaggio di Milano, è il padre del doppiatore Lorenzo Scattorin e nonno del giovane doppiatore Francesco Leon Scattorin. Ha prestato la voce a numerosi personaggi di cartoni animati: tra i più importanti, Arles/Gemini ne I Cavalieri dello Zodiaco, diversi personaggi nelle serie animate di Dragon Ball e il dr. Hiroshi Agasa in Detective Conan. Ha doppiato il nonno di Piedino nei più recenti film d'animazione Alla ricerca della valle incantata e Jacques in Scooby-Doo e l'isola degli zombie; è anche la voce del maestro nelle varie serie animate educative create da Albert Barillé. Ha anche doppiato alcuni attori, come Harry Dean Stanton nel film Brivido biondo e Don Creech (Timothy Sweeney) nella serie Nickelodeon Ned - Scuola di sopravvivenza. Come attore, ha partecipato ai primi due capitoli della trilogia di Amici miei (1975 e 1982), interpretando la parte di Luciano Perozzi da adulto.
Nel 2010 ha partecipato al film omaggio ad Amici miei, L'ultima zingarata di Federico Micali e Francesco Conforti.

## Filmografia
- Romanzo popolare, regia di Mario Monicelli (1974)
- Amici miei, regia di Mario Monicelli (1975)
- Amici miei - Atto IIº, regia di Mario Monicelli (1982)
- Il mostro di Firenze, regia di Cesare Ferrario (1986)
- Casomai, regia di Alessandro D'Alatri (2002)
- L'ultima zingarata, regia di Federico Micali e Yuri Parrettini (2010)

## Doppiaggio

### Film
- Mickey Rourke in Thursday - Giovedì, Masked and Anonymous
- Rutger Hauer in I colori della passione
- Harry Dean Stanton in Brivido biondo
- Christopher Lloyd in Piranha 3DD
- Jon Voight in Dangerous Game: The Legacy Murders
- Jeffrey Tambor in Slipstream- Nella mente oscura di H.
- Gary Busey in Slap Shot 2
- Charles Durning in Deal - Il Re del Poker
- David Bradley in Daisy vuole solo giocare
- Terence Stamp in The Kiss
- Hugo Stiglitz in Instructions Not Included
- Manuel Bronchud in Rec
- Bill Cobbs in La casa nera (ridoppiaggio)

### Serie animate
- Il Maestro in Ai confini dell'universo, Grandi uomini per grandi idee, Imbarchiamoci per un grande viaggio, C'era una volta... la Terra
- Kaioshin il Sommo in Dragon Ball Z, Dragon Ball GT, Dragon Ball Super (ep. 1-54)
- Taobaibai in Dragon Ball, Dragon Ball Z
- Senbei Norimaki in Dragon Ball
- Moori (2ª voce) in Dragon Ball Z
- Uh Shenron in Dragon Ball GT
- Colonnello Trautman in Rambo
- Flint in G.I. Joe: A Real American Hero
- Birba in C'era una volta... l'uomo (2º dopp)
- Peter in Viaggiamo con Benjamin
- Capo della polizia in Scuola di polizia
- Bolgolam ne I viaggi di Gulliver
- Domenico Colombo in Cristoforo Colombo
- Henri Vaillant in Michel Vaillant - Tute, caschi e velocità
- Sall in Mostri o non mostri... tutti a scuola
- Re Artù in Principe Valiant
- Sindaco Hamilton Hill in Batman
- Tre Dita ne Un complotto tra le onde del mare
- Professor Occhioduro ne La fabbrica dei mostri
- Virgil in Mighty Max
- Sir Prize in Tra le onde del lago incantato
- Mr. Big in Video Power
- Manfred Mordant in Super Adventure Team
- Guazzamumù in Oscar e le sette note perdute
- Raoul, Gan Forr, Tonjit, Haredas e Mr. 3 (1ª voce) in One Piece
- Gemini (seconda voce), Orion (voce principale) e personaggi secondari ne I Cavalieri dello Zodiaco
- Nonno di Rea e Albero del male in Sailor Moon
- Hiroshi Agasa in Detective Conan
- Generale Thunderbolt Ross in L'incredibile Hulk
- Argo ne Il mistero della pietra azzurra (doppiaggio Fininvest)
- King Kong in Pippo e Menelao
- Seitaro Sasaki in Patlabor
- Po-Dung in Gemelli nel segno del destino
- Voce narrante in Conte Dacula
- Padre di Mikaru in Principesse sirene - Mermaid Melody
- Ronny in Tommy la stella dei Giants
- Gatto con gli stivali, personaggi vari in Le fiabe son fantasia
- Orco, Nano, personaggi vari in Le fiabe più belle
- Aknamkanon in Yu-Gi-Oh!
- James in Lovely Sara
- Dr. Zaiclit in Hyper Doll
- Talgia Hokley in Lost Song
- Direttore del giornale in Adrian
- David Evans in Inazuma Eleven 3, Inazuma Eleven GO Chrono Stones
- Tex in SuperTed

### Film d'animazione
- Hiroshi Agasa in Detective Conan - Fino alla fine del tempo, Detective Conan - L'asso di picche, Detective Conan - L'ultimo mago del secolo, Detective Conan - Solo nei suoi occhi, Detective Conan - Trappola di cristallo, Detective Conan - Il fantasma di Baker Street, Detective Conan - La mappa del mistero, Detective Conan - Il mago del cielo d'argento, Detective Conan - La strategia degli abissi, Detective Conan - Requiem per un detective, Detective Conan - L'isola mortale, Detective Conan - La musica della paura, Detective Conan - ...e le stelle stanno a guardare, Detective Conan - L'undicesimo attaccante, Lupin Terzo vs Detective Conan e Detective Conan: Episode "One" - Il detective rimpicciolito
- Ispettore Zenigata in Lupin III - La pietra della saggezza (terzo doppiaggio) e Lupin III - Il castello di Cagliostro (secondo doppiaggio)
- Wan-Fu in Samurai Spirits - Apocalisse a Edo
- Fratello Orso/Sampson in Coonskin
- Conte Lee in Vampire Hunter D
- Generale Katnar in GoShogun Etranger
- Yogin in Harmagedon - La guerra contro Genma
- Britai 7018 in Macross - Il film
- Ispettore Fujidon in The Art of Fighting: L'occhio di Sirio
- Sakaki Hyobu in Ninja Scroll
- Testa di Legno "Stallone III" in Ritorno a Oz
- Hachiro Tōbe in Jin-Roh - Uomini e lupi
- Master Rai in Demon City Shinjuku, la città dei mostri
- Jacques in Scooby-Doo e l'isola degli zombie
- Sig. Nasotozzo in Alla ricerca della Valle Incantata 8 - Avventura tra i ghiacci
- John Elbourne in Vampire Hunter D: Bloodlust
- Babbo Natale in I nove cani di Babbo Natale
- Rivera in Melanzane - Estate andalusa

### Serie TV
- David St. James (1° voce) e Greg Mullavey (1° voce) in iCarly
- James Naughton in Trauma Center
- Don Creech in Ned - Scuola di sopravvivenza
- Urs Bosshardt in Frieden - Il prezzo della pace

### Videogiochi
- Vin in Jak II: Renegade[1] e Jak 3[2]
- Scolar Visari in Killzone e Killzone 2
- Shelly in Kane & Lynch: Dead Men
- Al Zahir in Anno 1404[3]
- Lee Crab, Kurfoot e Tok Timbu in Dinotopia[4]
- Addlepate e Herman in Dragon Lore: The Legend Begins[5]
- Voce Narrante in Drakan: The Ancients' Gates[6]
- Grande Puffo ne I Puffi
- Archeologo in Fable: The Lost Chapters[7]
- David Evans e Guan Yu in Inazuma Eleven GO Chrono Stones[8]
- Sensei in I-Ninja[9]